# 18-й армійський корпус (Третій Рейх)
XVIII-й (18-й) армі́йський ко́рпус (нім. XVIII. Armeekorps) — армійський корпус Вермахту за часів Другої світової війни. 1 листопада 1940 на базі корпусу був створений 18-й гірський корпус.

## Історія
XVIII-й армійський корпус був сформований 1 квітня 1938 в Зальцбурзі у XVIII-му військовому окрузі (нім. Wehrkreis XVIII).

## Райони бойових дій
- Німеччина (квітень 1938 — вересень 1939);
- Польща (вересень — грудень 1939);
- Німеччина (грудень 1939 — травень 1940);
- Бельгія та Північна Франція (травень — жовтень 1940).

## Командування

### Командири
- генерал від інфантерії Ойген Беєр (нім. Eugen Beyer) (1 квітня 1938 — 5 червня 1940);
- генерал артилерії Герман Ріттер фон Шпек (нім. Hermann Ritter von Speck) (5 — 15 червня 1940, загинув у бою);
- генерал-лейтенант, з 1 серпня 1940 генерал від інфантерії Франц Бьоме (нім. Franz Böhme) (15 червня — 1 листопада 1940).

## Бойовий склад 18-го армійського корпусу
Формування управління, забезпечення та підтримки
- 418-те артилерійське командування (Arko 418),
- 418-те управління корпусного постачання (Korps-Nachschubtruppen 418), з травня 1940 — 449-те управління корпусного постачання;
- 70-й корпусний батальйон зв'язку (Korps-Nachrichten-Abteilung 70), з травня 1940 — 449-й корпусний батальйон зв'язку;
- 418-й топографічний відділ корпусу (Korps-Kartenstelle 418);
- 418-й взвод фельджандармерії (Feldgendarmerie-Trupp 418).

- 29-та моторизована дивізія (29. Infanterie-Division (mot.);
- 2-га гірсько-піхотна дивізія (2. Gebirgs-Division);
- 3-тя гірсько-піхотна дивізія (3. Gebirgs-Division).

- 2-га танкова дивізія (2. Panzer-Division);
- 3-тя гірсько-піхотна дивізія;
- 4-та легка дивізія (4. Leichte-Division).

- 5-та піхотна дивізія (5. Infanterie-Division);
- 21-ша піхотна дивізія (21. Infanterie-Division);
- 25-та піхотна дивізія (25. Infanterie-Division);
- 3-тя гірсько-піхотна дивізія (1. Gebirgs-Division).

- 25-та піхотна дивізія;
- 81-ша піхотна дивізія (81. Infanterie-Division);
- 290-та піхотна дивізія (290. Infanterie-Division).

- 5-та піхотна дивізія;
- 21-ша піхотна дивізія;
- 23-тя піхотна дивізія (23. Infanterie-Division);
- 260-та піхотна дивізія (260. Infanterie-Division).

- 5-та піхотна дивізія;
- 215-та піхотна дивізія (215. Infanterie-Division).